# مخطط إيشيكاوا

مخطط العلية والأثر

مخطط إيشيكاوا، في شكل هيكل السمكة، والتي تبين عوامل من معدات، عملية، والناس، المواد، البيئة وإدارة، وجميع الأسهم الصغيرة التي تؤثر على المشكلة العامة. ربط الأسباب الفرعية بأسباب رئيسية.

مخطط إيشيكاوا أو مخطط السبب و الأثر أو مخطط عظم السمكة؛ هو عبارة عن مجسم بياني و يشير الاسم الأول للعالم الياباني كارو ايشيكاوا، وهو أول من استخدم هذه الطريقة في الستينات. كما أطلق عليها طريقة ( cause & effect ) «السبب و الأثر» بما أنه يستعمل لحصر كافة الأسباب المحتملة، لأثر ( مشكلة ) معين و لإيجاد العلاقة بين الاثر و أسبابه.
و بسبب شكل المخطط الذي يشبه الهيكل العظمي للسمكة اكتسب اسم عظم السمكة و بما أنه يبحث عن أساس المشكلة لهذا اكتسب إسمه الأخير. يمكن استخدام هذه الأداة من قبل فرد أو جماعة ( استخدامه من قبل جماعة أكثر فعالية ). عادة يتم رسم المخطط من قبل قائد الجماعة الذي يحدد المشكلة الرئيسية قيد الدرارسة، ثم يطلب مساعدة من الأفراد لوضع الأسباب الرئيسية و المتفرعة عنها و هكذا يمكن ملء المخطط. و ما أن يكتمل تكوين المخطط حتى تبدأ النقاشات في المجموعة من أجل تحديد أساس المشكلة الأكثر تأثيرا و القابلة للحل. الأسباب المختارة تعلم بدوائر لتحديد ما يجب عمله بعد ذلك. و الملف المرفق يوضح كيفية استخدام هذه الأداة.
مخطط السبب والأثر هو وسيلة مستخدمة كجزء من منهجيات ستة سيغما و أحد أدوات الجودة السبعة.

## نظرة عامة
يسبب المساهمة في المشكلة.
يظهر العيب على شكل رأس السمكة باتجاه اليمين، وتمتد الأسباب إلى اليسار مثل عظام السمك ؛ تتفرع الأضلاع من العمود الفقري لأسباب رئيسية، مع وجود فروع فرعية للأسباب الجذرية، إلى العديد من المستويات المطلوبة. [2]
تم نشر مخططات إيشيكاوا في الستينيات من قبل كاورو إيشيكاوا، الذي كان رائدًا في عمليات إدارة الجودة في أحواض بناء السفن في كاواساكي، وفي هذه العملية أصبح أحد الآباء المؤسسين للإدارة الحديثة.
تم استخدام المفهوم الأساسي لأول مرة في العشرينيات من القرن الماضي، ويعتبر أحد الأدوات الأساسية السبع لمراقبة الجودة. يُعرف باسم مخطط هيكل السمكة بسبب شكله، على غرار المنظر الجانبي للهيكل العظمي للسمكة.
اشتهرت شركة محركات مازدا باستخدام مخطط إيشيكاوا في تطوير سيارة مازدا (MX5) الرياضية.

### مزايا
- عصف ذهني ملفت للنظر للغاية، يمكنه إثارة المزيد من الأمثلة عن الأسباب الجذرية.
- يساعد على التحديد السريع ما إذا كانت الأسباب الجذري متكررة عدة مرات في نفس شجرة المسببات أم مختلفة.
- تسمح للشخص برؤية جميع الأسباب في وقت واحد.
- تصوير جيد لعرض القضايا على المُقيّمين.

### سلبيات
- إذا كانت العيوب معقدة، فقد تؤدي إلى ازدحام بصري أمام المُقيّمين.
- لا يمكن تحديد الروابط المتبادلة بين الأسباب بسهولة.[5]

## الأسباب الجذرية
يهدف تحليل السبب الجذري إلى الكشف عن العلاقات الرئيسية بين المتغيرات المختلفة، وتوفر الأسباب المحتملة نظرة ثاقبة إضافية لسلوك العملية.
تظهر الأسباب عن طريق التحليل، غالبًا من خلال جلسات العصف الذهني، ويتم تجميعها في فئات على الفروع الرئيسية خارج هيكل السمكة. للمساعدة في هيكلة النهج، غالبًا ما يتم اختيار الفئات من أحد النماذج الشائعة الموضحة أدناه، ولكن قد تظهر كشيء فريد للتطبيق في حالة معينة.
يتم تتبع كل سبب محتمل للعثور على السبب الجذري، غالبًا باستخدام تقنية 5 Whys.
تشمل الفئات النموذجية:

### التصنيع في استخدام5 مللي
نشأت مع صناعة هزلية ونظام إنتاج Toyota، تعد 5 Ms أحد أكثر الأطر شيوعًا لتحليل السبب الجذري: 
- قوة الإنسان / العقل (العمل الجسدي أو المعرفي، يشمل: كايزنز، اقتراحات)
- آلة (معدات وتكنولوجيا)
- المواد (تشمل المواد الخام والمواد الاستهلاكية والمعلومات)
- طريقة (عملية)
- القياس / الوسيط (التفتيش، البيئة)

وقد تم توسيع هذه من قبل البعض لتشمل ثلاثة إضافية، ويشار إليها باسم 8 السيدة: 
- المهمة / الطبيعة الأم (الغرض، البيئة)
- الإدارة / قوة المال (القيادة)
- الصيانة

### العناصر الثمانية (المستخدمة في تسويق المنتجات)
- المزيج التسويقي

غالبًا ما يُستخدم هذا النموذج الشائع لتحديد السمات الحاسمة للتخطيط في تسويق المنتج أيضًا في تحليل السبب الجذري كفئة في مخطط إيشيكاوا: 
- المنتج أو الخدمة)
- السعر
- مكان
- وظيفية
- الناس (الأفراد)
- معالجة
- دليل مادي
- أداء

تستخدم 8 Ps بشكل أساسي في تسويق المنتجات.

### المستخدمة في الصناعات الخدمية 4 Ss
يستخدم البديل للصناعات الخدمية أربع فئات من الأسباب المحتملة:
- محيط
- الموردين
- الأنظمة
- كورونا